# Канаковка
Канаковка — деревня в Любинском районе Омской области, в составе Новокиевского сельского поселения .

## География
Расположена в 7 км к северо-востоку от села Новокиевка.

## История
Образована в 1923 г. В 1928 г. посёлок Конаковский состоял из 34 хозяйств, основное население — немцы. В составе Астраханского сельсовета Любинского района Омского округа Сибирского края.

## Население
| год     | 1926 | 1970 | 1979 | 1989 | 2010 |
| ------- | ---- | ---- | ---- | ---- | ---- |
| человек | 162  | 325  | 252  | 200  | 124  |

В 1989 г. 74 % населения деревни — немцы.